# Ecnomiohyla veraguensis
Ecnomiohyla veraguensis is een kikker uit de familie van de boomkikkers (Hylidae). De soort komt voor in delen van Midden-Amerika en leeft in zuidelijk Midden-Amerika.
Ecnomiohyla veraguensis werd in 2014 wetenschappelijk beschreven door de groep van biologen Abel Batista, Andreas Hertz, Konrad Mebert, Gunther Köhler, Sebastian Lotzkat, Marcos Ponce en Milan Veselý. De soort komt voor in Nationaal park Santa Fe in de westcentrale Panamese provincie Veraguas en Veragua Rainforest Park in Costa Rica. Het holotype is een mannelijk dier dat 57,8 mm groot was.